# Cladonia calycanthoides
Cladonia calycanthoides är en lavart som först beskrevs av Vain., och fick sitt nu gällande namn av Ahti & Marcelli. Cladonia calycanthoides ingår i släktet Cladonia och familjen Cladoniaceae.   Inga underarter finns listade i Catalogue of Life.